# Terenoznawstwo
Terenoznawstwo – jest to sztuka orientacji w terenie, odczytywania i sporządzania map, posługiwania kompasem, busolą itp. Umiejętność podstawowa potrzebna do uprawiania turystyki.
Do terenoznawstwa zaliczamy często jeszcze:
- umiejętność obsługi kompasu i busoli (wyznaczania azymutu i kierunków świata)
- znaki patrolowe
- ocenianie odległości „na oko”
- pomiar wysokości drzewa i szerokości rzeki
- szkice terenu.